# Lases
Lases ist eine Aldeia des Sucos Camea (Verwaltungsamt Cristo Rei, Gemeinde Dili). 2015 lebten in Lases 924 Einwohner.

## Lage und Einrichtungen
Lases und die nordwestlich gelegene Aldeia Has Laran befinden sich als einzige Aldeias Cameas westlich des Flussbetts des Benamauc, eines Quellflusses des Mota Clarans. Die Flüsse führen aber nur in der Regenzeit Wasser. Am anderen Ufer grenzt Lases im Südosten an die Aldeia Terminal, im Osten an die Aldeia Bedois und im Norden an die Aldeias Ailele Hun und Ailoc Laran. Im Westen liegt der Suco Becora.
In Lases befindet sich das Gefängnis Becora, die wichtigste Strafanstalt des Landes. Sie bestand bereits in der indonesischen Besatzungszeit. Im Süden liegt der traditionelle Markt von Mota Ulun. Die Brücke Ponte Terminal Becora überquert hier den Benamauc.